# Fire Of Unknown Origin
Fire Of Unknown Origin es el octavo álbum de estudio de Blue Öyster Cult, lanzado en 1981 por Columbia Records.
El disco, producido una vez más por Martin Birch, trajo aparejado una repunte comercial para la banda, tras dos álbumes con ventas relativamente flojas, principalmente a través del hit single "Burnin' for You", el cual escaló hasta el "Top 40" americano, mientras que el álbum llegó al puesto N.º 24 del Billboard 200. 
Este sería el último disco de Blue Öyster Cult con su formación original, ya que Albert Bouchard sería expulsado durante la gira de presentación.
Parte del material que compone este LP fue concebido para la famosa película animada para adultos "Heavy Metal" (1981), aunque en última instancia sólo una canción fue incluida, tanto en la música incidental de la cinta como en la banda de sonido: "Veteran of the Psychic Wars", coescrita por el cantante Eric Bloom y el escritor de ciencia ficción Michael Moorcock, quien volvía a colaborar con el grupo, al igual que Patti Smith, quien aparece en los créditos autorales de la canción que da título al disco. La ilustración de portada pertenece al artista Greg Scott.

## Lista de canciones
Lado A
1. "Fire of Unknown Origin" - 4:09
2. "Burnin' for You" - 4:29
3. "Veteran of the Psychic Wars" - 4:48
4. "Sole Survivor" - 4:04
5. "Heavy Metal: The Black and Silver" - 3:16

Lado B
1. "Vengeance (The Pact)" - 4:41
2. "After Dark" - 4:25
3. "Joan Crawford" - 4:55
4. "Don't Turn Your Back" - 4:07

## Personal
- Eric Bloom: voz, bajo
- Buck Dharma (Donald Roeser): guitarra, voz, bajo, percusión, efectos de sonido
- Albert Bouchard: batería, sintetizadores, voz
- Joe Bouchard: bajo, voz
- Allen Lanier: teclados